# Heterochelus hessei
Heterochelus hessei är en skalbaggsart som beskrevs av Kulzer 1960. Heterochelus hessei ingår i släktet Heterochelus och familjen Melolonthidae. Inga underarter finns listade i Catalogue of Life.